# إلغاء مزدوج للبريد
الإلغاء المزدوج لطابع البريدي هو ختم يدوي يُستخدم لإلغاء طوابع البريد مع طبع ختم بريد مؤرخ إضافي، يُطبّق الختمان في آنٍ واحد باستخدام آلة ختم البريد نفسها. كان جهاز الإلغاء مزودًا بقالب ختم فولاذي، دائري الشكل عادةً، يُطبع عليهِ موقع الإلغاء، بالإضافة إلى وقت وتاريخ الإلغاء. كان يُثبّت هذا القالب بمقبض ذي علامة مسح، غالبًا ما تكون بيضاوية الشكل، على الجانب الأيمن، تُطبّق فوق موقع طابع البريد لمنع إعادة استعماله. كان الحبر يُستخرج من وسادة حبر.

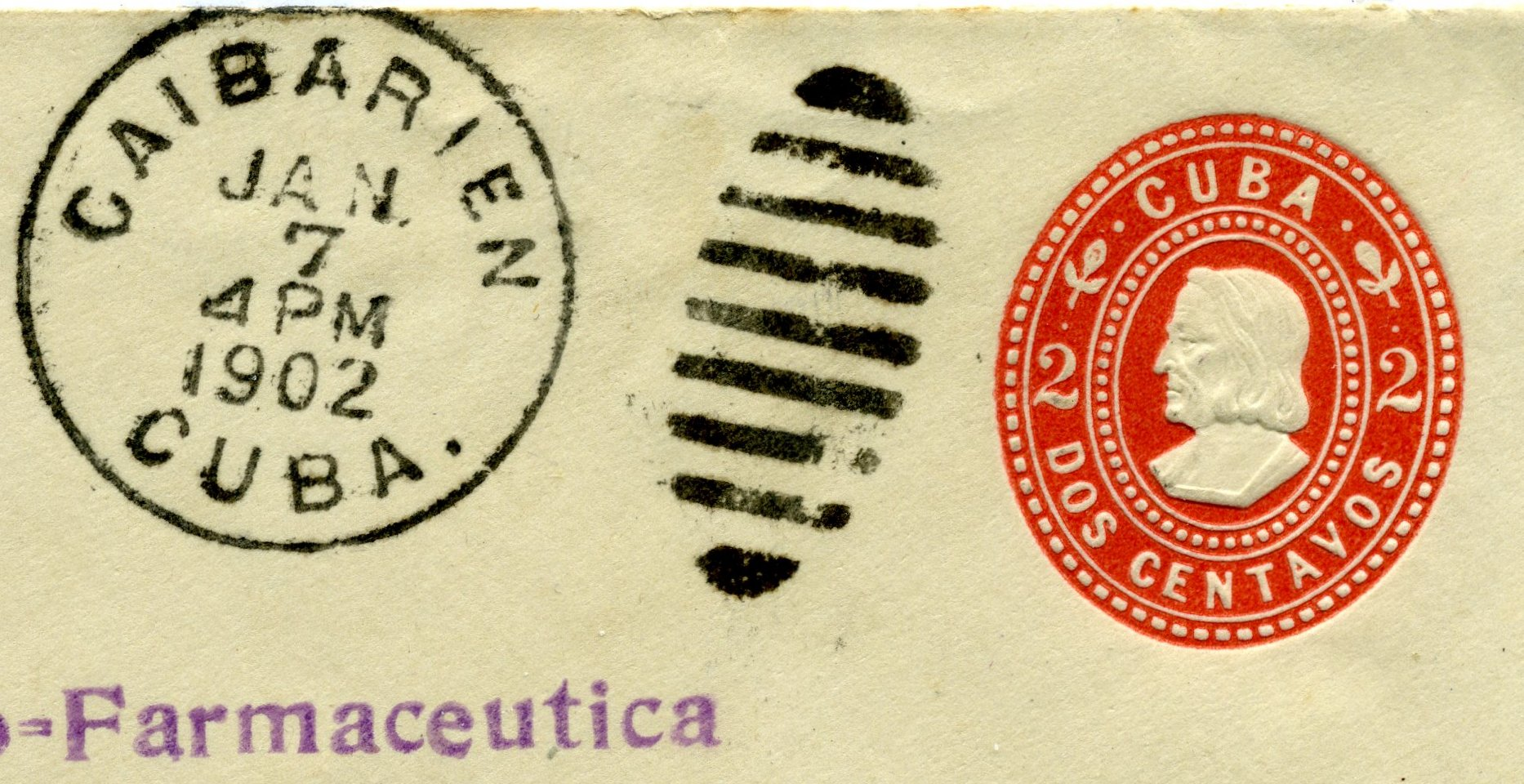
إلغاء مزدوج طبق على غلاف رسالة بشكل خاطئ مما فشل في محو مؤشر القرطاسية البريدية عام 1902

في العديد من الدول، كان الختم الخاص بالإلغاء يُرمّز بطرق مختلفة لتحديد مكتب البريد.
في الولايات المتحدة، استُخدم لأول مرة في عقد الستينيات من القرن التاسع عشر، واستمر استخدامه حتى عقد الأربعينيات من القرن العشرين.
كما طبقت بعض أجهزة الإلغاء الآلية، مثل آلة داغوين الفرنسية أو آلة داني الإيطالية، كلاً من "ختم الإلغاء القاتل" وختم التاريخ في آنٍ واحد. وتُعرف هذه الأجهزة، خاصةً في الأدب الإيطالي (وفي الأدب الألماني حول الإلغاءات الإيطالية)، باسم "الإلغاء المزدوج".

## معرض صور

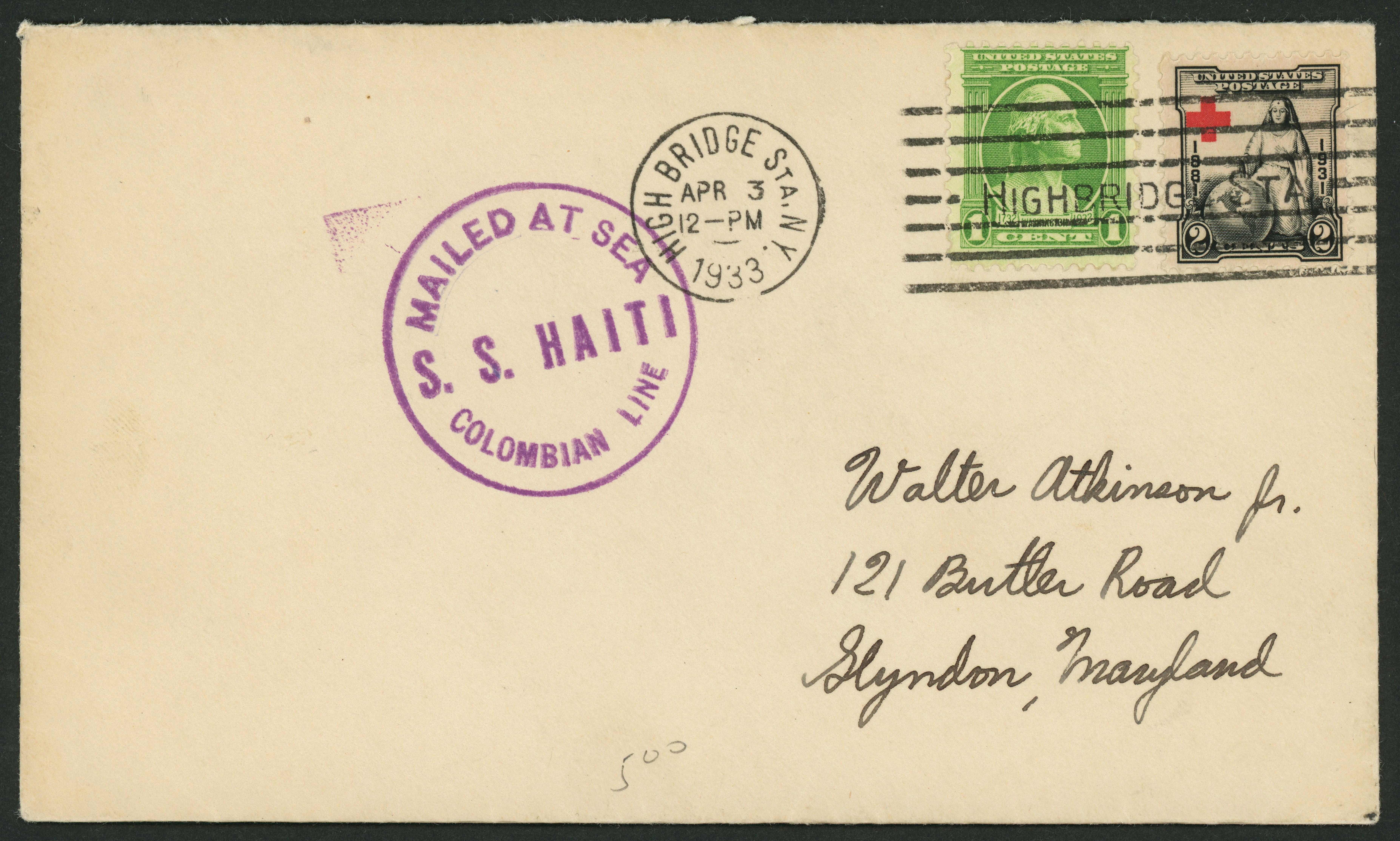
إلغاء مزدوج على غلاف رسالة عام 1933
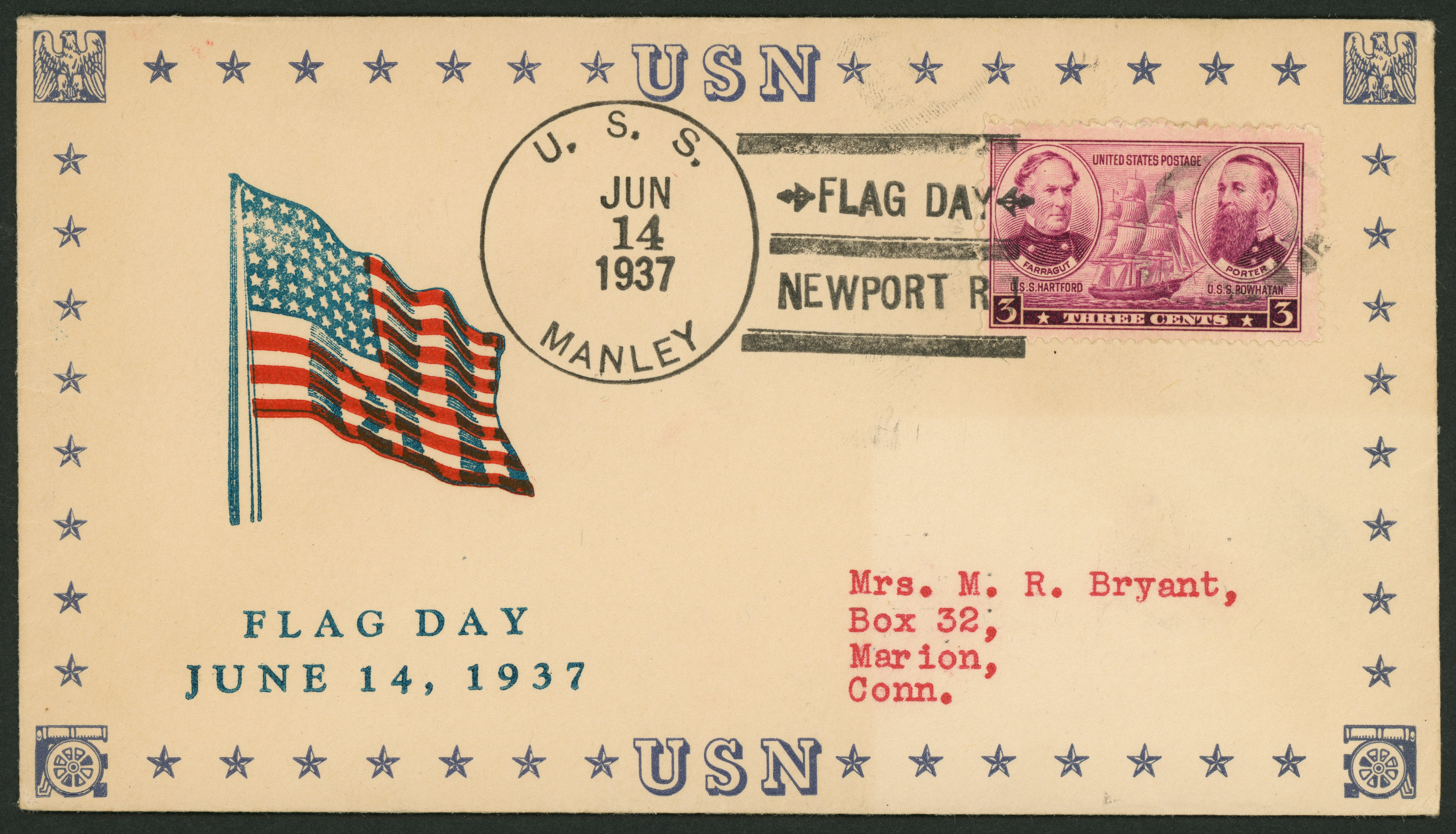
إلغاء مزدوج على غلاف رسالة عام 1937
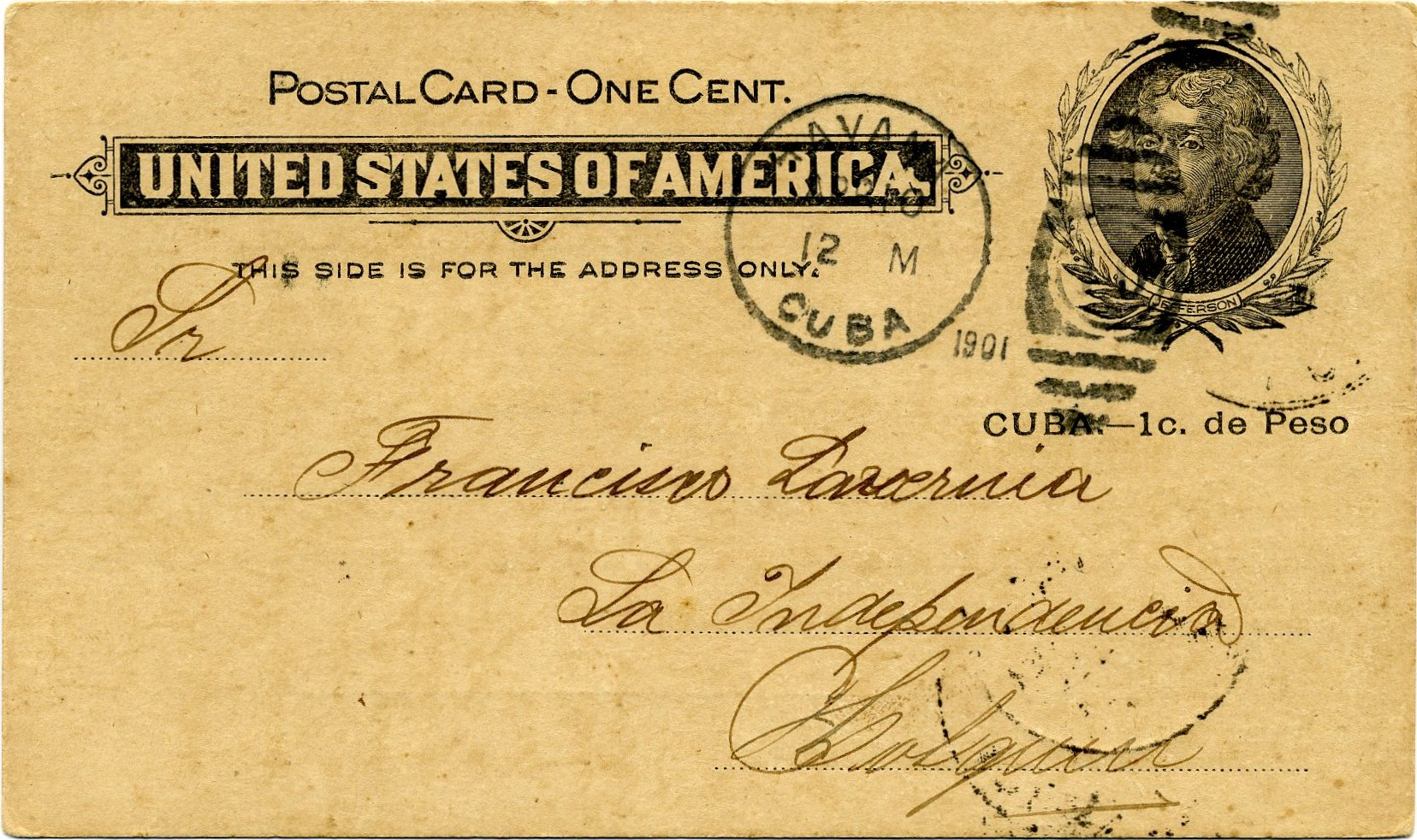
غلاف رسالة بريد ملغاة بختم مزدوج في كوبا عام 1899
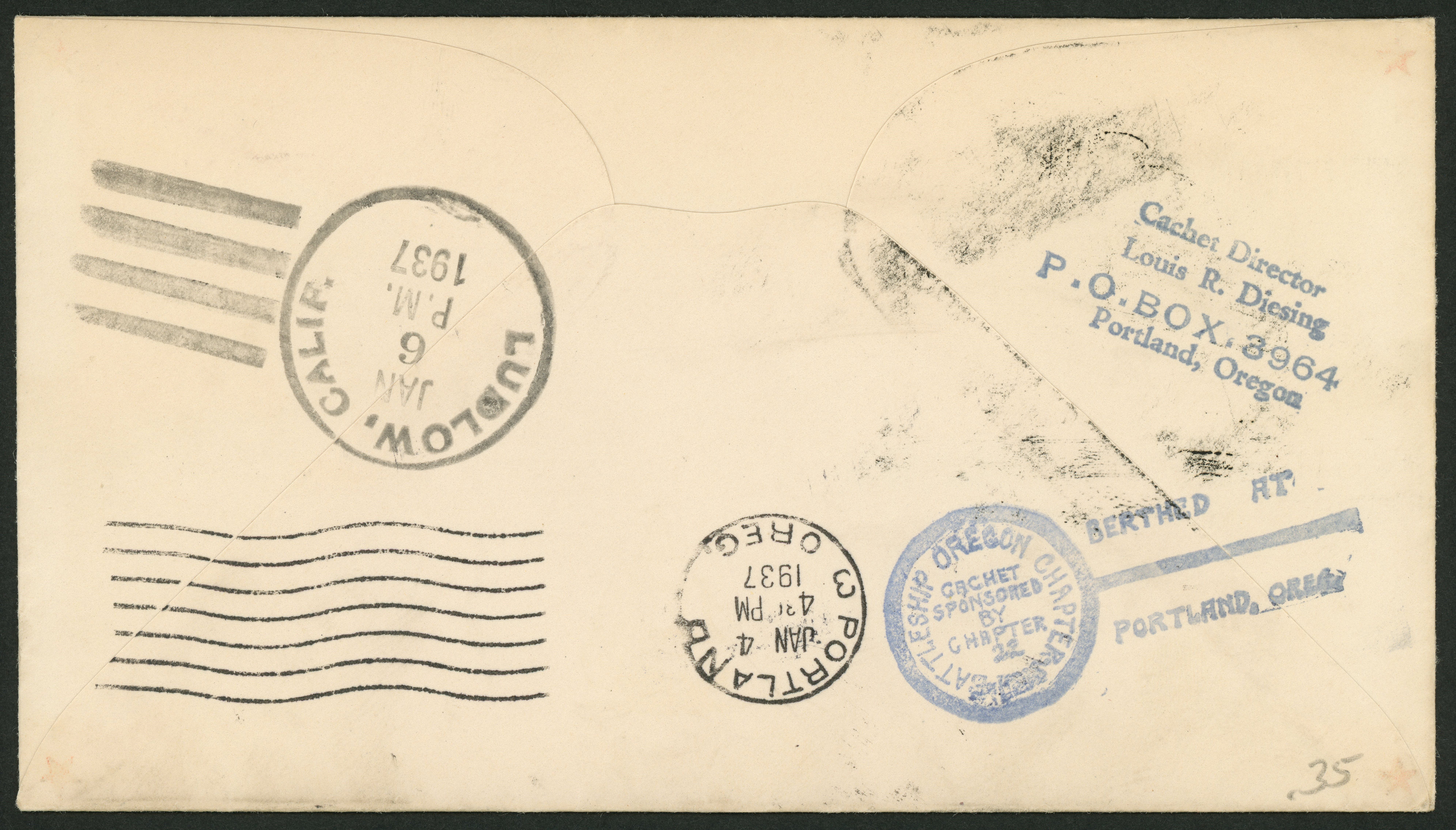
إلغاء مزدوج على ظهر الظرف البريدي عام 1937
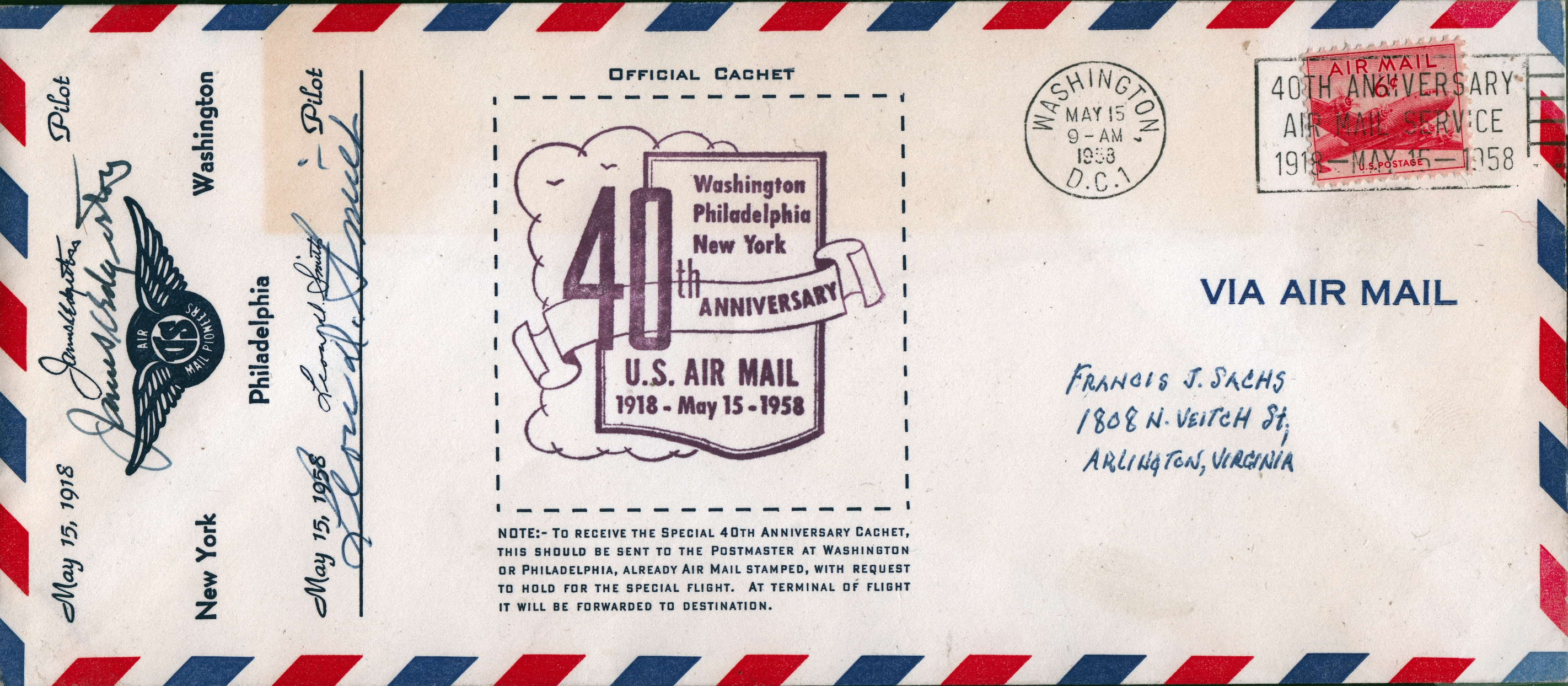
غلاف الذكرى الأربعين لبريد الولايات المتحدة الجوي، ملغى بختم إلغاء مزدوج أحدهما على شكل مستطيل، 15 مايو 1958
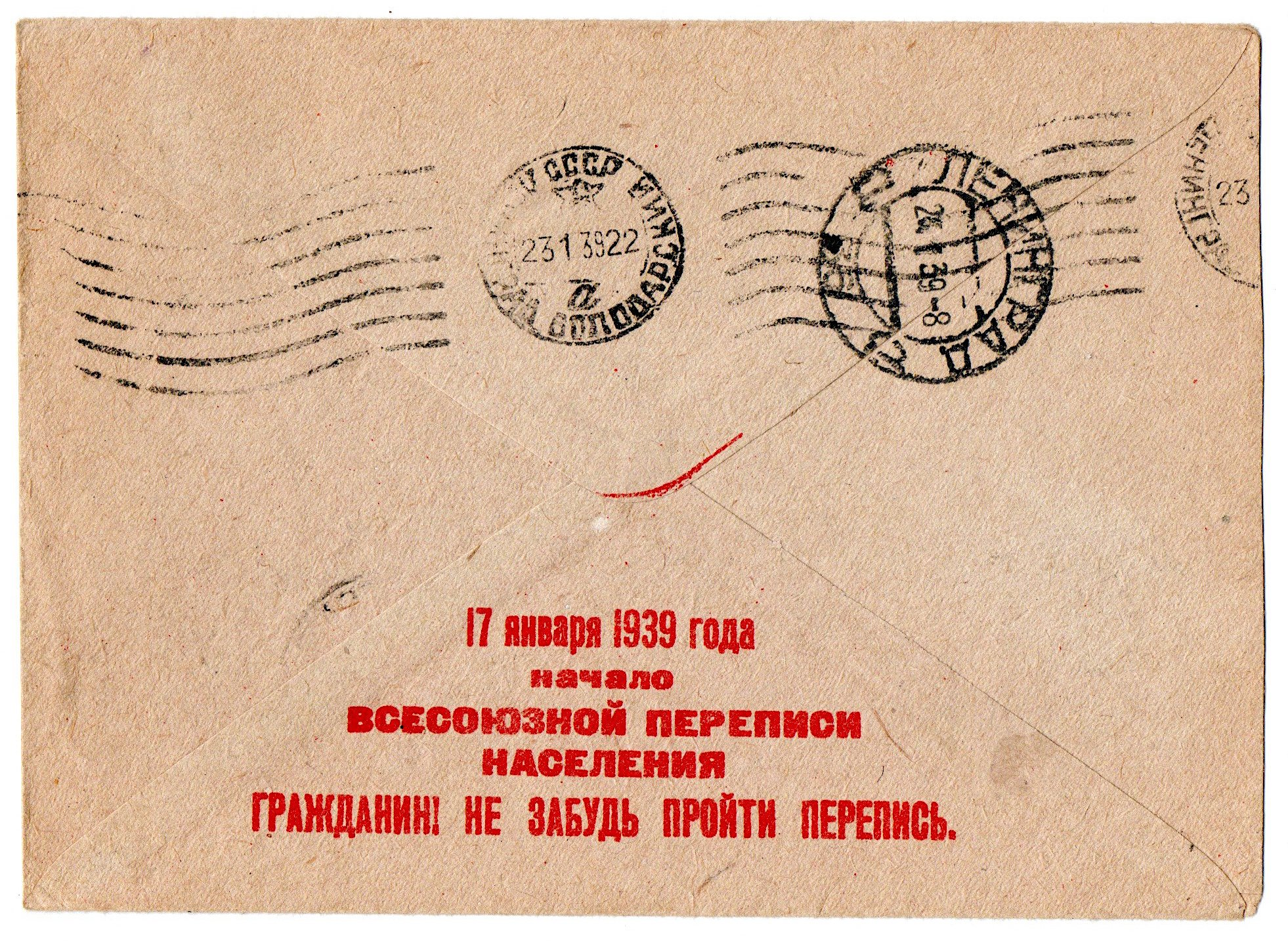
إلغاء مزدوج على ظهر غلاف مسجل للاتحاد السوفياتي مسجل بتاريخ 1939-01-23 مرسل من لينينجراد
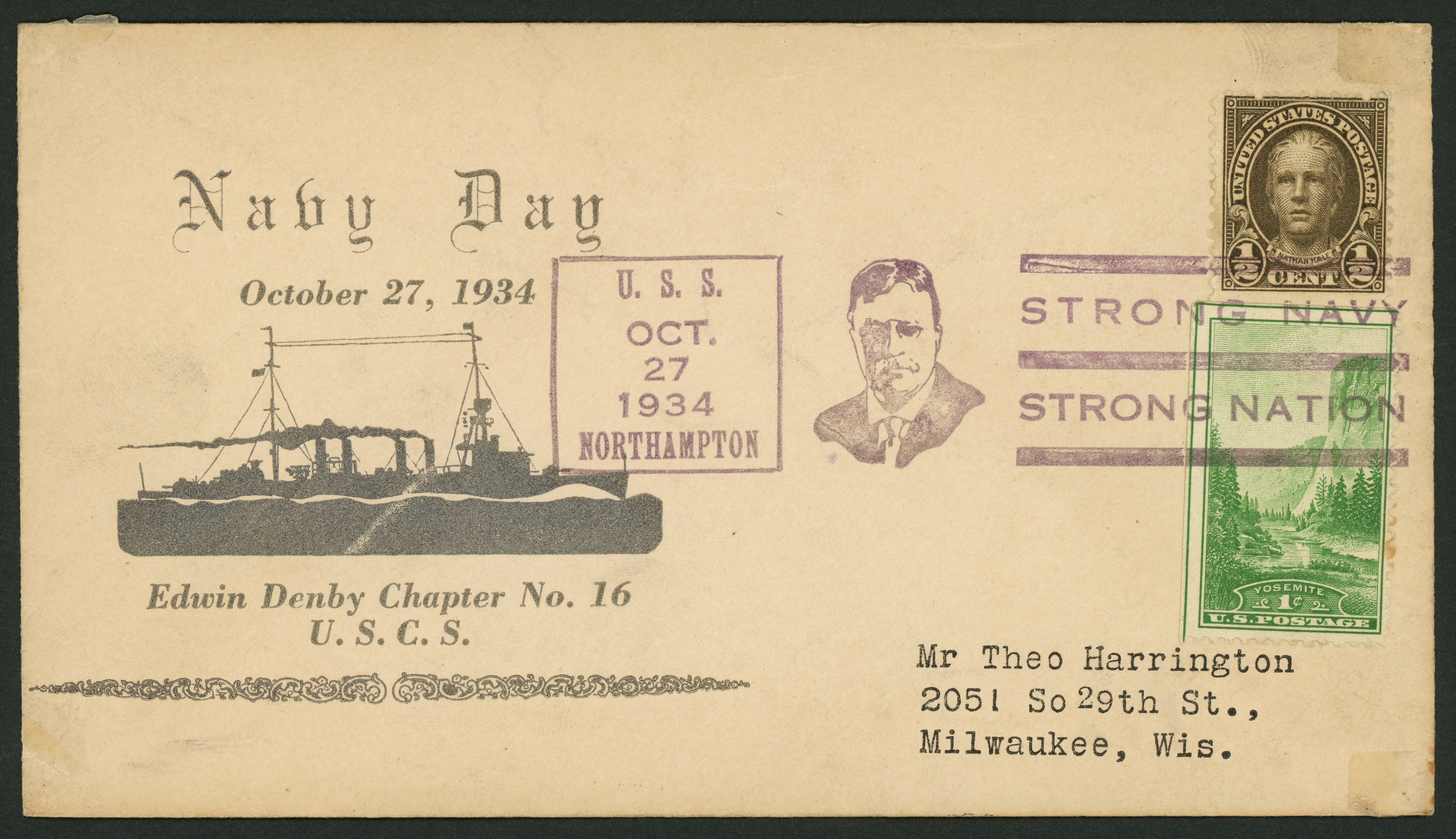
غلاف بريدي من نورثامبتون عام 1934 إلى ميلووكي، ويسكونسن تظهر عليهِ أختام بريد مزدوج
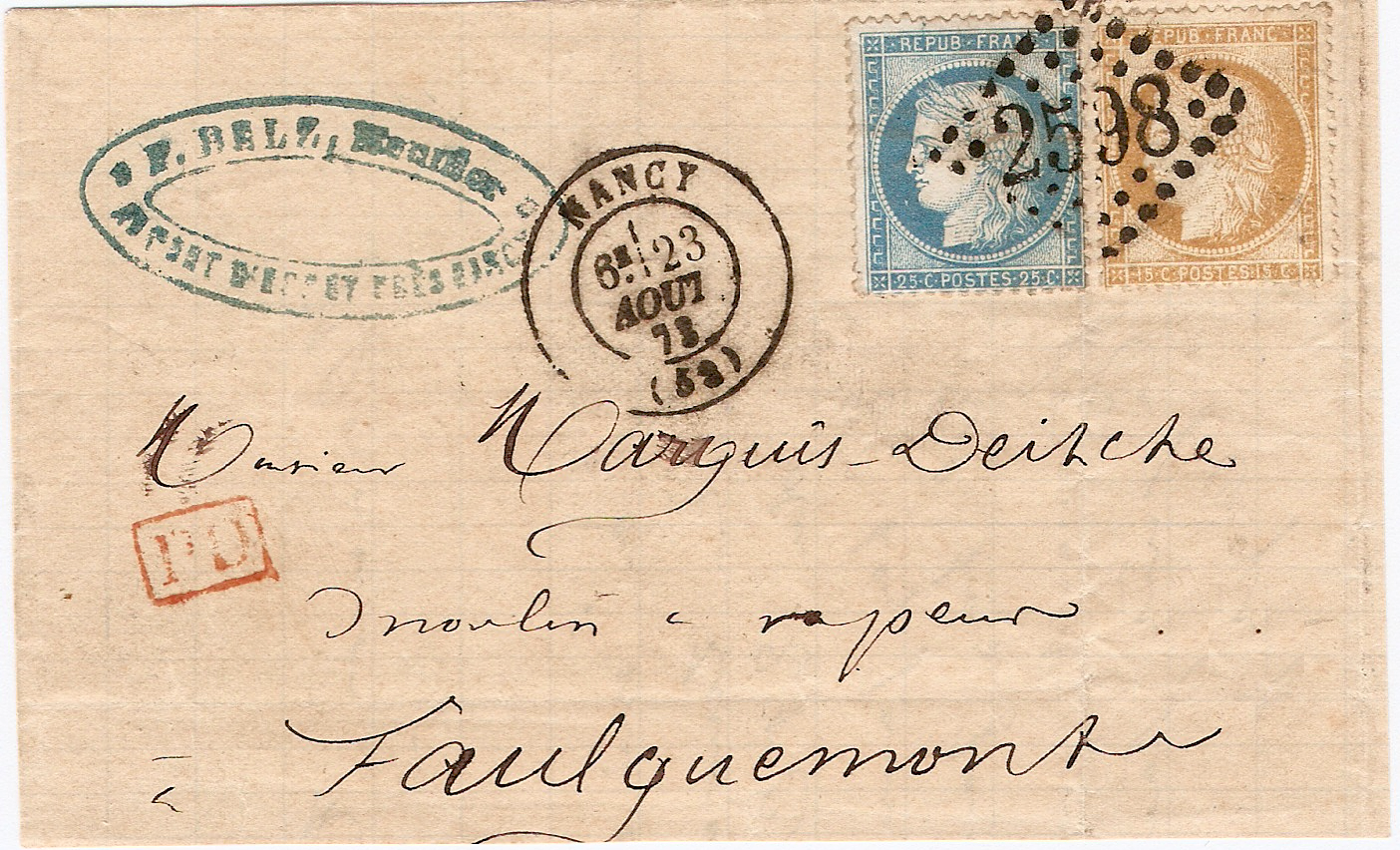
رسالة من فرنسا عام 1873 إلى فولكمونت (لورين الألمانية)، مختومة بختم السعر الدولي "رسوم البريد المدفوعة إلى الوجهة" (PD) بواسطة طابعين من عام 1871 (15 سنتًا بيستر و25 سنتًا أزرق)، مختومة بختم بريدي كبير برقم 2598